# علی کادام اپازیلا
علی کادام اپازیلا (به لاتین: Ali Kadam Upazila) یک سکونتگاه مسکونی در بنگلادش است که در شهرستان بندربان واقع شده‌است.

## خصوصیات
علی کادام اپازیلا ۸۸۵٫۷۸ کیلومترمربع مساحت و ۲۴٬۷۸۲ نفر جمعیت دارد.